# 上旋球

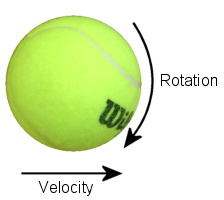
上旋球，球向前运动时向前旋转，球的最高点的速度快于球的速度

上旋球（topspin）指一些球类运动（如乒乓球、网球）中，球在运动时向前旋转，即球最高点的速度快于球的质心速度。与之相反，如果球运动时向后旋转，即球最低点的速度快于球的质心速度，则称之为下旋球（backspin）。上旋球在空中飞行的时候会由于马格努斯效应而受到空气向下的额外压力，使球下坠更快。为打出上旋球，拍子在击球时除了从后向前击打，还应从下向上提拉，使球向前旋转。

## 物理解释

上旋球运动时的受力情况。 “V”代表与球向前运动方向相反的空气流动方向。箭头“F”表示由于空气的流动形成方向下的压力差，产生了作用于球上的力

马格努斯效应可以解释上旋球的运动轨迹特点。球的旋转可以带动周围空气旋转，使得球下侧的空气流动速度增加，球上侧空气流动速度减小。根据伯努力定律，流体速度增加将导致压强减小，流体速度减小将导致压强增加，这样就导致上旋球在垂直方向上受到空气向下的力。该力使球以更快的速度下坠。

## 台球
台球运动中，如果母球带上旋，则撞击后会沿撞击前的方向前进。选手用这种方式控制母球停下来的位置。用球杆击打球的上部可产生上旋球。

## 乒乓球

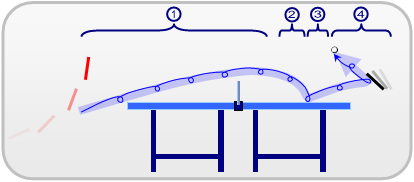
上旋的乒乓球的运动轨迹：过网后急坠，在对方球台反弹时出射角度小于入射角度

通过从下往上抽击乒乓球（或称拉球）使得球与球拍胶面摩擦，致球向前进方向高速旋转。上旋球可以使球以高速安全过网并落在对手台面上，减少失误，增加进攻性。这项技术在乒乓球运动中也叫弧圈球。

## 网球

上旋对球反弹的影响

网球技术中，上旋球使回球过网后快速下坠，因此可以使球过网高却不出界，增大回球的容错空间，减少失误。也可用上旋挑高球和过网急坠的球对付网前截击的球员。半西方式或西方式握拍有利于打出上旋球。但这样的握拍方式应对反弹很低的大力平击球和下旋球时容易回球下网。因为上旋球落地后反弹较高，因此在球反弹本来就很高的泥地球场上威力很大。纳达尔就以其在红土场上强烈的正手上旋球著称，其正手上旋球的旋转可超過4000转/分。

## 排球
排球运动中，在扣球、发球时打出上旋球，使得运动员能够在击球时更为用力而不至于球飞出界外，这是因为上旋球在水平速度减少后有“急坠”的运动特点。同时，球的高速旋转有利于稳定球在空中的运动轨迹，使得发球更为精确。现在的排球运动更流行利用扣球式發球发出強勁的上旋球，专门打向对方接球运动员中的技术或心理素质薄弱的队员，即“找人”的发球。因此在有利的轮次上（因为排球有队形轮转比赛规则），通过成功的发球破坏对方的一传进而占据优势。